# Лисичанское сельское поселение
Лисичанское сельское поселение — муниципальное образование в Ольховатском районе Воронежской области.
Административный центр — хутор Дроздово.

## Административное деление
В состав поселения входят:
- хутор Дроздово,
- посёлок Комсомольское,
- посёлок Первомайское,
- посёлок Политотдельское,
- хутор Постоялый.